# Matov Peak
Der Matov Peak (englisch; bulgarisch Матов връх Matow wrach) ist ein 1350 m hoher und vereister Berg in den nordwestlichen Ausläufern des Detroit-Plateaus an der Davis-Küste des Grahamlands auf der Antarktischen Halbinsel. Er ragt 4,1 km südlich des Hargrave Hill, 16,26 km südsüdöstlich des Havilland Point, 11,7 km südwestlich des Volov Peak, 15,95 km westlich des Ezdimir Buttress und 24,2 km nordöstlich des Mount Ader auf. Seine Steilen West- und Südhänge sind teilweise unvereist.
Britische Wissenschaftler kartierten ihn 1978. Die bulgarische Kommission für Antarktische Geographische Namen benannte ihn 2014 Christo Matow (1872–1922), einem Anführer der Bulgarischen Freiheitsbewegung in Mazedonien.